# Zoológico de Copenhague
El Zoológico de Copenhague (en danés: København Zoo)  es un jardín zoológico en Copenhague, la capital de Dinamarca. Fundado en 1859, es uno de los zoológicos más antiguos de Europa. Consta de 11 hectáreas (27 acres) y está situado en el municipio de Frederiksberg, situado entre los parques de Frederiksberg y Søndermarken. Con 1 161 388 visitantes en 2008, es el zoológico más visitado del país y la cuarta atracción más visitada en Dinamarca. El zoológico es conocido por su Casa de Elefantes diseñada por el arquitecto británico Norman Foster. El zoológico mantiene y promueve una serie de programas de mejoramiento de Europa y participa activamente en la salvaguardia de varias especies en peligro, como los osos hormigueros u osos polares.
En 2014 el zoológico se vio involucrado en una polémica cuando se reportó que empleados de esta institución mataron una jirafa sana, en una demostración pública, alegando que querían evitar la consaguinidad.